# T57 (танк)
T57 — тяжелый экспериментальный танк с качающейся башней, разработанный инженерами Rheem Manufacturing Company во время холодной войны.

## История создания
Проект T57 был начат 12 октября 1951 года и предполагал создание танка с качающейся башней и с 120-мм орудием с автоматом заряжания. Первоначальная конструкция автомата заряжания была цилиндрической, однако она была отклонена полевыми войсками армии США, поскольку такая конструкция занимала бы огромное пространство внутри башни. На разработку был заключен контракт с производственной компанией Rheem Manufacturing Company и произвести две опытные машины. Однако T57 так и не был завершен, и были построены только две башни, причем обе были установлены на корпусах T43 для испытаний. 17 января Комитет по постановлениям США отменил проект, и обе башни были списаны, а корпуса были возвращены на склад для будущего использования. Но возник другой проект — танк Т77 с 120-мм пушкой, в котором планировалось установить башню Т57 на корпус танка M48, но он так и не был завершен. Неудачу с T57 приписали изменению доктрин в конструкции танков в то время, когда американские конструкторы перешли к современной концепции основных боевых танков, сочетающих в себе мобильность среднего танка, броню и огневую мощь тяжелого танка в более легком корпусе, делая тяжелые танки устаревшими.

## Описание конструкции
Как и французский проект AMX 50, он должен был иметь качающуюся башню, а также должен был оснаститься 153-мм орудием. Были также проведены эксперименты по изучению возможности установить на танк 203-мм орудия, но вскоре выяснилось, что это невозможно. Когда в системе качающейся башни было обнаружено множество проблем из-за избыточного веса тяжело бронированной башни и пушки, проект был закрыт.

### Броневой корпус и башня
Для своего времени Т57 был хорошо защищён; у него была броня тяжелее, чем у тяжёлого танка M103. Вся броня танка была литой гомогенной. Верхняя лобовая деталь имела 127 мм брони с наклоном 60 градусов, а нижняя — 114,3 мм брони под углом 45 градусов. Борта машин имели толщину 76,2 мм, а заднюю — от 38,1 до 25,4 мм. Качающаяся башня была самой бронированной частью машины, со 127-мм пластиной, расположенной под углом 60 градусов. Толщина маски орудия составляла от 254 до 101,6 мм под углом 45 градусов. Борта башни имели толщину от 136 до 69,85 мм при угле наклона от 20 до 40 градусов, а толщина кормы башни — 38,1 мм, как и крыша танка. Толщина днища машины составляла от 12,7 до 38,1 мм. Корпус машины сохранил культовый закругленный стальной «клюв» лобовой части корпуса, который можно было наблюдать на танках M103 и M48. Броня Т57 должна была обеспечивать защиту машины от всех существующих советских противотанковых средств на предполагаемых дальностях поражения машины. Особое внимание было уделено броне башни, поскольку Т57 и другие тяжёлые танки НАТО предназначались для ведения огня на дальней дистанции с закрытых позиций.

### Вооружение
T57 был вооружён 120-мм нарезной танковой пушкой T179, установленной на вышедшем из строя танке T43. Орудие устанавливалось на качающуюся башню T169, что позволяло обеспечить угол ВН орудия −8…+15° за счёт поворота башни вверх и вниз, а не самого орудия. В T169 использовалась гидропружинная система отдачи. T179 было способно стрелять различными боеприпасами. Бронебойные снаряды были испытаны на способность пробивать 250 мм плиты на расстоянии 1830 м или 275 мм на 915 м, в то время как кумулятивные снаряды были способны пробить 410 мм плиты. T179 был снаряжён системой автоматического заряжания с расчётной скорострельностью 30 выстр./мин. Из-за большого размера неразъёмных боеприпасов боекомплект пушки составлял 18 снарядов.

### Двигатель и трансмиссия
T57 был оснащен 12-цилиндровым бензиновым двигателем с воздушным охлаждением Continental AV1790, который мог разогнать машину до максимальной скорости 35 км/ч, что сопоставимо со скоростью танка M103, в котором использовался тот же двигатель. Однако он был намного медленнее, чем средние танки, такие как М48 и советские Т-54/Т-55, которые могли легко развивать скорость 40-50 км/ч. Существенным недостатком T57 был запас хода по шоссе в 130 км из-за очень неэффективного двигателя, аналогичная проблема, которая случилась и с M103.

## В игровой индустрии
T57 присутствует как прокачиваемый танк десятого уровня в компьютерной игре World of Tanks.
Также T57 есть в ММО-игре для мобильных устройств «World of Tanks Blitz», как тяжёлый танк 10-го уровня. А так же присутствует в консольной версии игр.